# Surfer Joe and Moe the Sleaze
Surfer Joe and Moe the Sleaze is een lied dat werd geschreven door Neil Young. Het jaar erop stond het in de rocklijst van Billboard op nummer 56.
Samen met Crazy Horse bracht hij het in 1981 uit op hun elpee Re-ac-tor. Ook stond het dat jaar op de B-kant van hun single Opera star.
Over het algemeen wordt aangenomen dat Young met Surfer Joe verwijst naar Joe Smith en met Moe the Sleaze naar Mo Ostin, twee directeuren van Warner/Reprise. Toen Ostin in 2003 werd opgenomen in de Rock and Roll Hall of Fame, was het niettemin Young die de speech gaf en samen met Lorne Michaels en Paul Simon de prijs uitreikte.
Het album was voor langere tijd het laatste dat hij via Reprise uitbracht en dit nummer het laatste dat nog een hitlijst bereikte. Hierna volgde een experimentele periode bij het label Geffen.